# Enterosora
Enterosora es un género de helechos perteneciente a la familia  Polypodiaceae.

## Taxonomía
Enterosora fue descrito por John Gilbert Baker y publicado en Timehri 5: 218. 1886. La especie tipo es: Enterosora campbellii Baker. 

## Especies
- Enterosora asplenioides L.E. Bishop
- Enterosora barbatula (Baker) Parris
- Enterosora bishopii A. Rojas
- Enterosora campbellii Baker
- Enterosora ecostata (Sodiro) L.E. Bishop
- Enterosora enterosoroides (H. Christ) A. Rojas
- Enterosora gilpinae (Baker) L.E. Bishop & A.R. Sm.
- Enterosora insidiosa (Sloss.) L.E. Bishop
- Enterosora parietina (Klotzsch) L.E. Bishop
- Enterosora percrassa (Baker) L.E. Bishop
- Enterosora sprucei (Hook.) Parris
- Enterosora trichosora (Hook.) L.E. Bishop
- Enterosora trifurcata (L.) L.E. Bishop